# Jan Mašek
Jan Mašek, är en tjeckisk kanotist.
Han tog VM-guld i C-1 lag i slalom 2002 i Bourg-Saint-Maurice.